# Czekanec (obwód Kiustendił)
Czekanec (bułg. Чеканец) – wieś w Bułgarii, w obwodzie Kiustendił, w gminie Newestino. Miejscowość już wymarła.